# Hiperboloide
| Hiperboloide de uma folha | superfície cônica | Hiperboloide de duas folhas |

Na geometria, um hiperboloide de revolução, às vezes chamado de hiperboloide circular, é uma superfície que pode ser gerada pela rotação de uma hipérbole em torno de um de seus principais eixos. Um hiperboloide é uma superfície que pode ser obtida a partir de um hiperboloide de revolução, deformando-o por meio de escalonamentos direcionais, ou mais geralmente, de uma transformação afim.
Um hiperboloide é uma superfície quádrica, que é uma superfície que pode ser definida como o conjunto zero de um polinômio de grau dois em três variáveis. Entre as superfícies quádricas, um hiperboloide é caracterizado por não ser um cone ou um cilindro, ter um centro de simetria e interceptar muitos planos em hipérboles. Um hiperboloide também possui três eixos perpendiculares de simetria emparelhados e três planos perpendiculares de simetria emparelhados.
Dado um hiperboloide, se alguém escolhe um sistema de coordenadas cartesianas cujos eixos são eixos de simetria do hiperboloide, e origem é o centro de simetria do hiperboloide, então o hiperboloide pode ser definido por uma das duas equações seguintes:
{\displaystyle {x^{2} \over a^{2}}+{y^{2} \over b^{2}}-{z^{2} \over c^{2}}=1,}
ou
{\displaystyle {x^{2} \over a^{2}}+{y^{2} \over b^{2}}-{z^{2} \over c^{2}}=-1.}
Ambas as superfícies são assintóticas ao cone de equação
{\displaystyle {x^{2} \over a^{2}}+{y^{2} \over b^{2}}-{z^{2} \over c^{2}}=0.}
Só se obtém um hiperboloide de revolução se e somente se {\displaystyle a^{2}=b^{2}.} Caso contrário, os eixos são exclusivamente definidos (até a troca do eixo x e do eixo y.)
Existem dois tipos de hiperboloides. No primeiro caso ({\displaystyle +1} no lado direito da equação), tem-se um hiperboloide de uma folha, também chamado hiperboloide hiperbólico. É uma superfície conectada, que tem uma Curvatura Gaussiana negativa em cada ponto. Isto implica que o plano tangente em qualquer ponto intercepta o hiperboloide em duas retas e, assim, que o hiperboloide de uma folha é uma superfície duplamente regrada.
No segundo caso ({\displaystyle -1} no lado direito da equação), tem-se um hiperboloide de duas folhas, também chamado hiperboloide elíptico. A superfície tem dois componentes conectados e uma curvatura gaussiana positiva em cada ponto. Assim, a superfície é convexa no sentido de que o plano tangente em todos os pontos intercepta a superfície somente nesse ponto.

## Representações paramétricas

Animação de um hiperboloide de revolução

As coordenadas cartesianas para os hiperboloides podem ser definidas, similares às coordenadas esféricas, mantendo o ângulo azimutal {\displaystyle \theta \in [0,2\pi )}, mas mudando a inclinação {\displaystyle v} para funções trigonométricas hiperbólicas:

hiperboloide de uma folha: geração por uma hipérbole (topo) e retas (fundo: vermelho ou azul)

hiperboloide de uma folha: seções planas

Hiperboloide de uma superfície: {\displaystyle v\in (-\infty ,\infty )}
{\displaystyle {\begin{aligned}x&=a\cosh v\cos \theta \\y&=b\cosh v\operatorname {sen} \theta \\z&=c\ {\mbox{senh}}\ v\end{aligned}}}
Hiperboloide de duas superfícies: {\displaystyle v\in [0,\infty )}
{\displaystyle {\begin{aligned}x&=a\ {\mbox{senh}}\ v\cos \theta \\y&=b\ {\mbox{senh}}\ v\operatorname {sen} \theta \\z&=\pm c\cosh v\end{aligned}}}

## Propriedades de um hiperboloide de uma folha

### Retas na superfície
- Um hiperboloide de uma folha contém dois feixes de retas. É uma superfície duplamente regrada.

Se o hiperboloide tem a equação {\displaystyle {x^{2} \over a^{2}}+{y^{2} \over b^{2}}-{z^{2} \over c^{2}}=1}  então as retas
{\displaystyle g_{\alpha }^{\pm }:{\vec {x}}(t)={\begin{pmatrix}a\cos \alpha \\b\operatorname {sen} \alpha \\0\end{pmatrix}}+t\cdot {\begin{pmatrix}-a\operatorname {sen} \alpha \\b\cos \alpha \\\pm c\end{pmatrix}}\ ,\quad t\in \mathbb {R} ,\ 0\leq \alpha \leq 2\pi \ }
estão contidas na superfície.
No caso de {\displaystyle a=b} o hiperboloide é uma superfície de revolução e pode ser gerado pela rotação de uma das duas retas {\displaystyle g_{0}^{+}} ou {\displaystyle g_{0}^{-}}, que são inclinados para o eixo de rotação (ver imagem). A geração mais comum de um hiperboloide de revolução é a rotação de uma hipérbole em torno do seu eixo semi-secundário (ver imagem).
Observação: Um hiperboloide de duas folhas é projetivamente equivalente a um paraboloide hiperbólico.

### Seções planas
Por simplicidade, as seções planas da unidade hiperboloide com equação {\displaystyle \ H_{1}:x^{2}+y^{2}-z^{2}=1} são considerados. Como um hiperboloide em posição geral é uma imagem afim da unidade hiperboloide, o resultado também se aplica ao caso geral.
- Um plano com uma inclinação menor que 1 (1 é a inclinação das linhas no hiperboloide) intercepta {\displaystyle H_{1}} numa elipse,
- Um plano com inclinação igual a 1 contendo a origem intercepta {\displaystyle H_{1}} em um par de linhas paralelas,
- Um plano com uma inclinação igual a 1 que não contém a origem intercepta {\displaystyle H_{1}} em uma parábola,
- Um plano tangencial intercepta {\displaystyle H_{1}} em um par de linhas de concorrentes,
- Um plano não tangencial com uma inclinação maior que 1 intersecta {\displaystyle H_{1}} em uma hipérbole.[1]

Obviamente, qualquer hiperboloide de revolução de uma folha contém círculos. Isso também é verdade, mas menos óbvio, no caso geral.

hiperboloide de duas folhas: geração pela rotação de uma hipérbole

hiperboloide de duas folhas: seções planas

## Propriedades de um hiperboloide de duas folhas
O hiperboloide de duas folhas não contém retas. A discussão de seções planas pode ser realizada para a unidade hiperboloide de duas folhas com equação
{\displaystyle H_{2}:\ x^{2}+y^{2}-z^{2}=-1}.
que pode ser gerado por uma hipérbole rotativa em torno de um de seus eixos (aquele que corta a hipérbole)
- Um plano com declive menor que 1 (1 é o declive das assíntotas da hipérbole geradora) intercepta {\displaystyle H_{2}} ou em uma elipse ou em um ponto ou não intercepta,
- Um plano com inclinação igual a 1 contendo a origem (ponto médio do hiperboloide) não cruza {\displaystyle H_{2}} ,
- Um plano com inclinação igual a 1 que não contém a origem intercepta {\displaystyle H_{2}} em uma parábola,
- Um plano com inclinação maior que 1 intercepta {\displaystyle H_{2}} em uma hipérbole.[2]

Obviamente, qualquer hiperboloide de revolução de duas folhas contém círculos. Isso também é verdade, mas menos óbvio, no caso geral.
Observação: Um hiperboloide de duas folhas é projetivamente equivalente a uma esfera.

## Representação paramétrica comum
A seguinte representação paramétrica inclui hiperboloides de uma folha, duas folhas e seu cone de limite comum, cada um com o eixo {\displaystyle z} como o eixo de simetria:
{\displaystyle {\vec {x}}(s,t)=\left({\begin{array}{lll}a{\sqrt {s^{2}+d}}\cos t\\b{\sqrt {s^{2}+d}}\operatorname {sen} t\\cs\end{array}}\right)}
- Para {\displaystyle d>0} obtém-se um hiperboloide de uma folha,
- Para {\displaystyle d<0} um hiperboloide de duas folhas e
- Para {\displaystyle d=0} um cone duplo.

Pode-se obter uma representação paramétrica de um hiperboloide com um eixo de coordenadas diferente como o eixo de simetria, arrastando a posição do termo {\displaystyle cs} para o componente apropriado na equação acima.

## Simetrias de um hiperboloide
Os hiperboloides com equações {\displaystyle {\frac {x^{2}}{a^{2}}}+{\frac {y^{2}}{b^{2}}}-{\frac {z^{2}}{c^{2}}}=1,\quad {\frac {x^{2}}{a^{2}}}+{\frac {y^{2}}{b^{2}}}-{\frac {z^{2}}{c^{2}}}=-1\ } são
- ponto simétrico à origem,
- simétrica para os planos de coordenadas e
- simétrica rotacional ao eixo z e simétrica a qualquer plano que contenha o eixo z, em caso de {\displaystyle a=b} (hiperboloide de revolução).

## Na curvatura de um hiperboloide
A curvatura gaussiana de um hiperboloide de uma folha é negativa, a de um hiperboloide de duas folhas é positiva. Apesar de sua curvatura positiva, o hiperboloide de duas folhas com outra métrica adequadamente escolhida também pode ser usado como modelo para geometria hiperbólica.

## Equações generalizadas
Mais geralmente, um hiperbolóide arbitrariamente orientado, centrado em {\displaystyle \mathbf {v} }, é definido pela equação
{\displaystyle (\mathbf {x-v} )^{\mathrm {T} }A(\mathbf {x-v} )=1,}
onde {\displaystyle A} é uma matriz e {\displaystyle \mathbf {x} }, {\displaystyle \mathbf {v} } são vetores.
Os autovetores de {\displaystyle A} definem as direções principais do hiperboloide e os autovalores de {\displaystyle A} são os recíprocos dos quadrados dos semi-eixos: {\displaystyle {1/a^{2}}}, {\displaystyle {1/b^{2}}} e {\displaystyle {1/c^{2}}}. O hiperboloide de uma folha tem dois autovalores positivos e um autovalor negativo. O hiperboloide de duas folhas tem um autovalor positivo e dois autovalores negativos.

## Em mais de três dimensões
Hiperboloides imaginários são frequentemente encontrados em matemática de dimensões superiores. Por exemplo, em um espaço pseudo-euclidiano, tem-se o uso de uma forma quadrática:
{\displaystyle q(x)=\left(x_{1}^{2}+\cdots +x_{k}^{2}\right)-\left(x_{k+1}^{2}+\cdots +x_{n}^{2}\right),\quad k<n.}
Quando {\displaystyle c} é qualquer constante, então a parte do espaço dada por
{\displaystyle \lbrace x\ :\ q(x)=c\rbrace }
é chamado de hiperboloide. O caso degenerado corresponde a {\displaystyle c=0}.
Como exemplo, considere a seguinte passagem:
... os vetores de velocidade sempre se encontram em uma superfície que Minkowski chama de hiperboloide quadridimensional, expressa em termos de coordenadas puramente reais (y1, ..., y4), sua equação é y2
1 + y2
2 + y2
3 − y2
4 = −1, análogo ao hiperboloide y2
1 + y2
2 − y2
3 = −1 de espaço tridimensional.
No entanto, o termo quasi-esfera também é usado neste contexto, uma vez que a esfera e o hiperboloide têm alguma semelhança.

## Estruturas hiperboloides
Hiperboloides de uma folha são usados na construção, com estruturas chamadas estruturas hiperboloides. Um hiperboloide é uma superfície duplamente regrada; Assim, ele pode ser construído com vigas retas de aço, produzindo uma estrutura forte a um custo menor do que outros métodos. Exemplos incluem torres de resfriamento, especialmente de usinas elétricas, e muitas outras estruturas.

Galeria de estruturas hiperboloides de uma folha
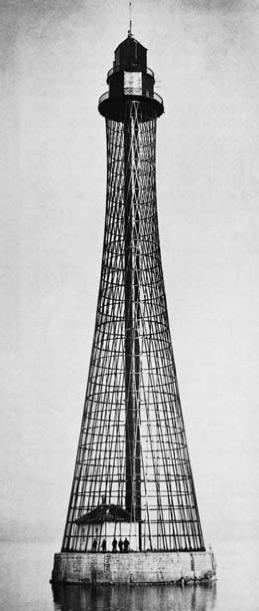
O Farol Adziogol, Ucrânia, 1911.
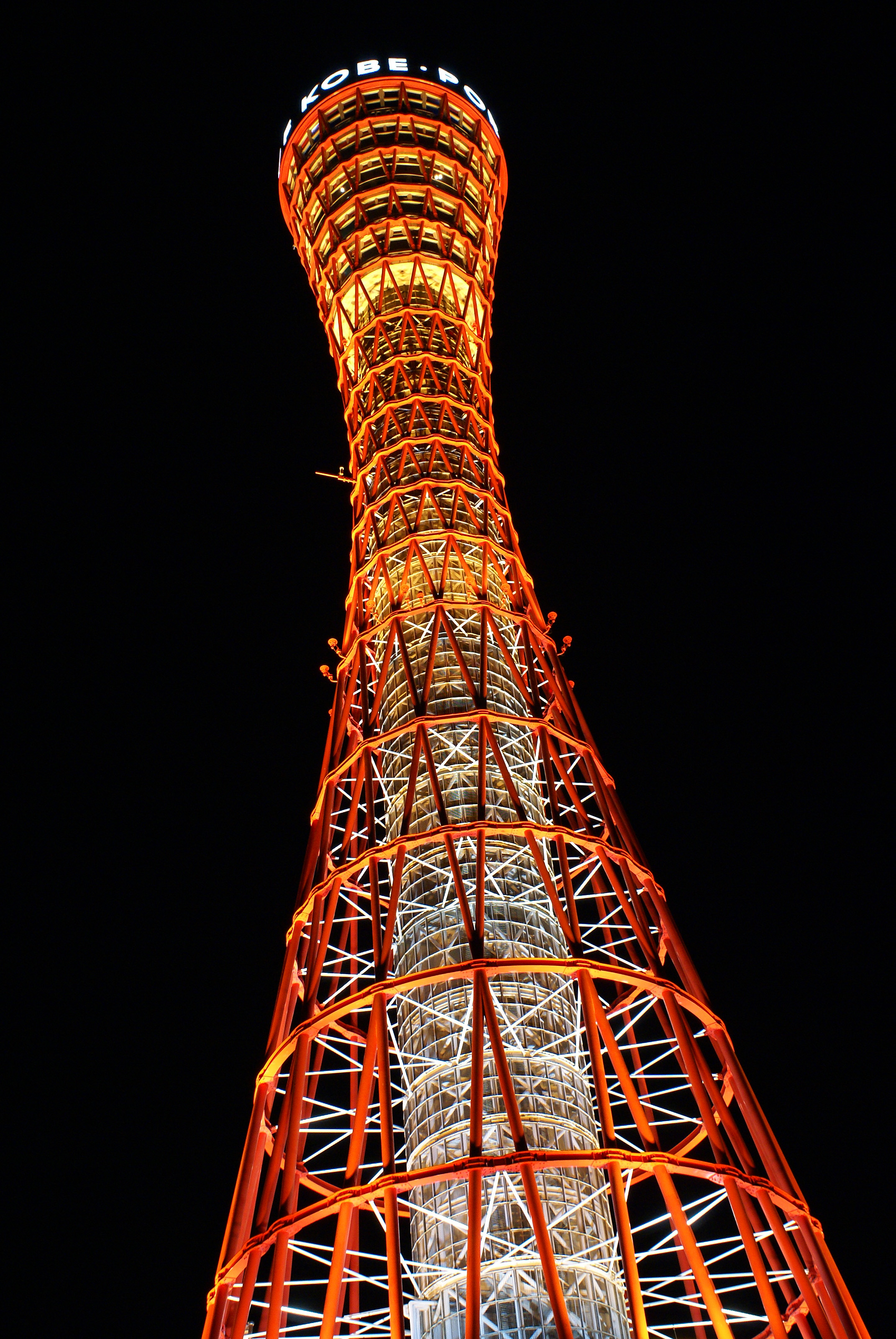
Torre Kobe Port, Japão, 1963.
O Planetário James S. McDonnell de St. Louis Science Center, St. Louis, Missouri, 1963.
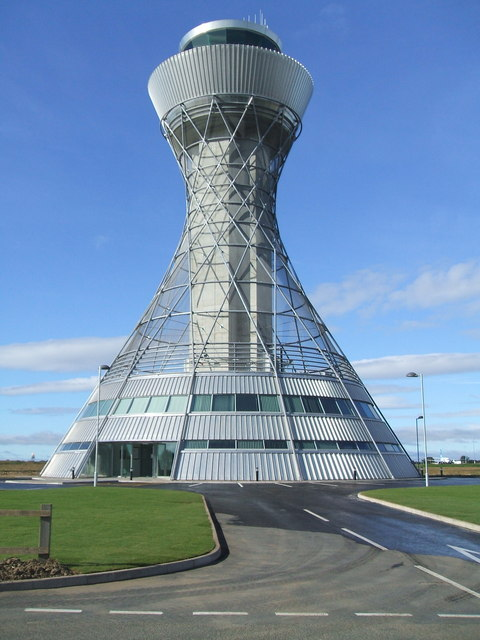
Torre de controle do Aeroporto Internacional de Newcastle, Newcastle upon Tyne, Inglaterra, 1967.
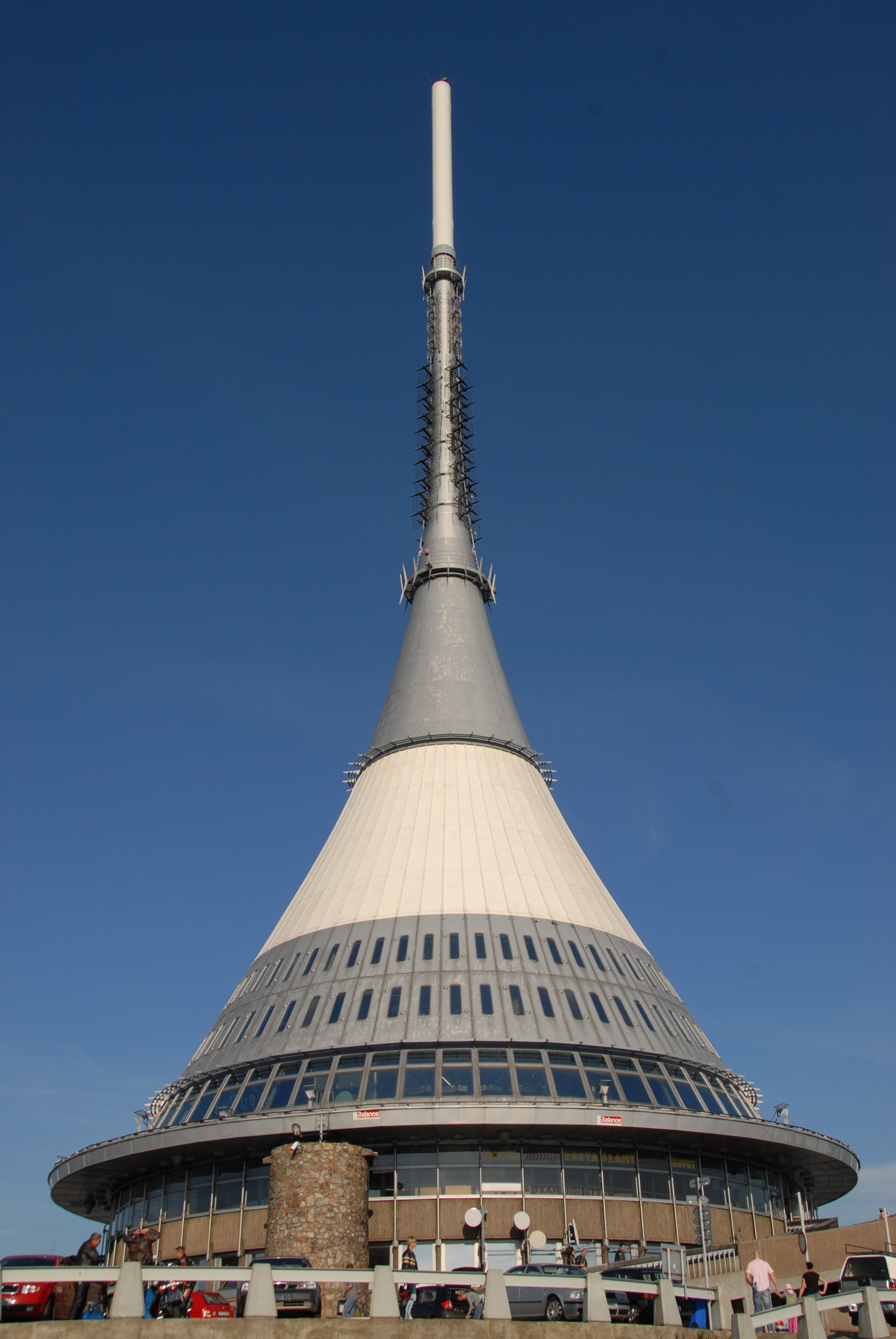
Torre de transmissão de Ještěd, Tchéquia, 1968.
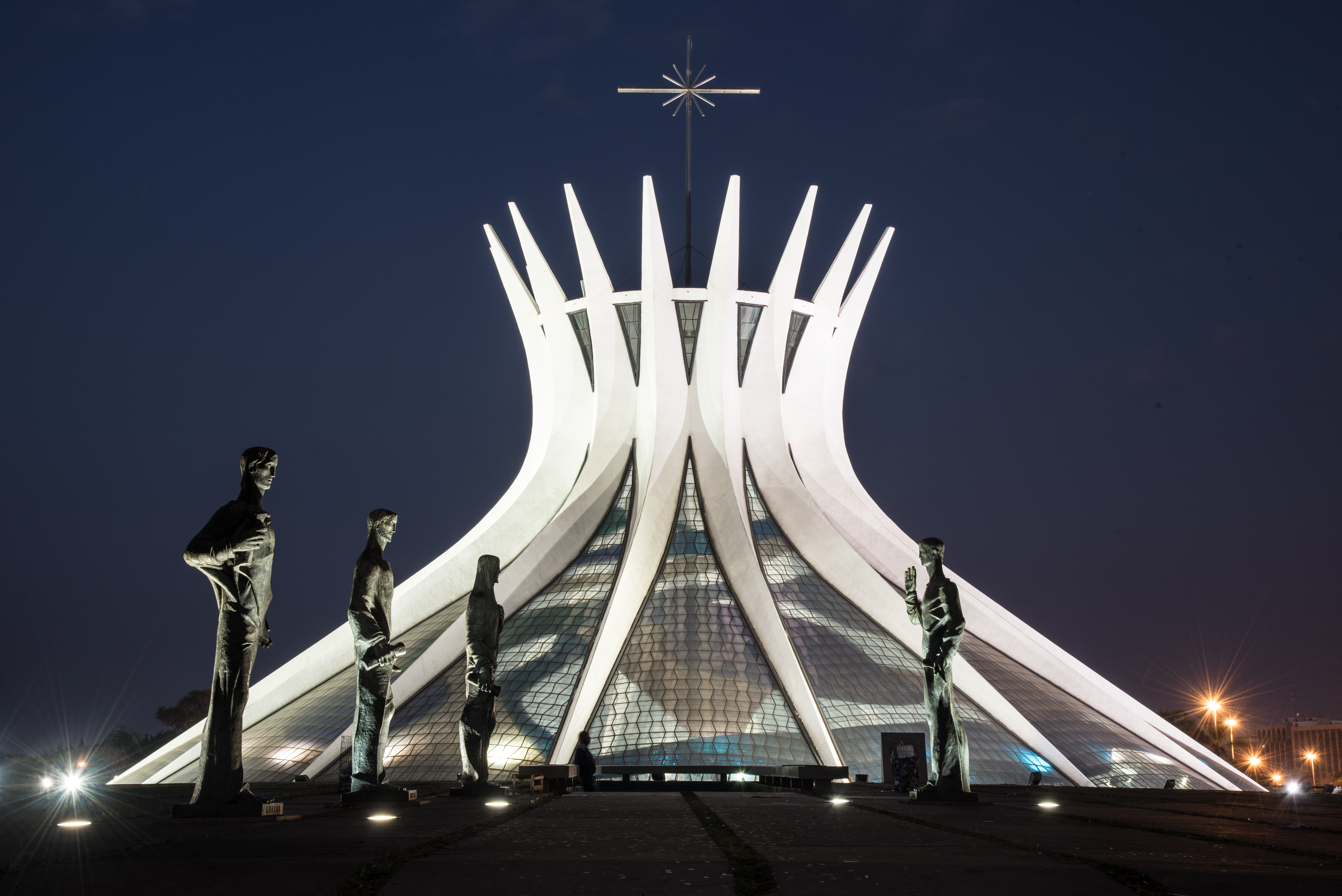
Catedral de Brasília, Brasil, 1970.
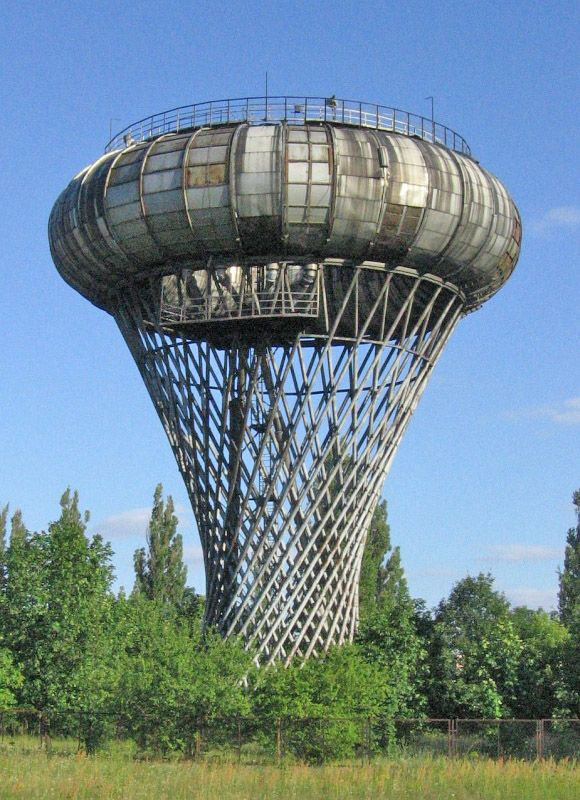
Torre de água hiperboloide com tanque toroidal, Ciechanów, Polônia, 1972.
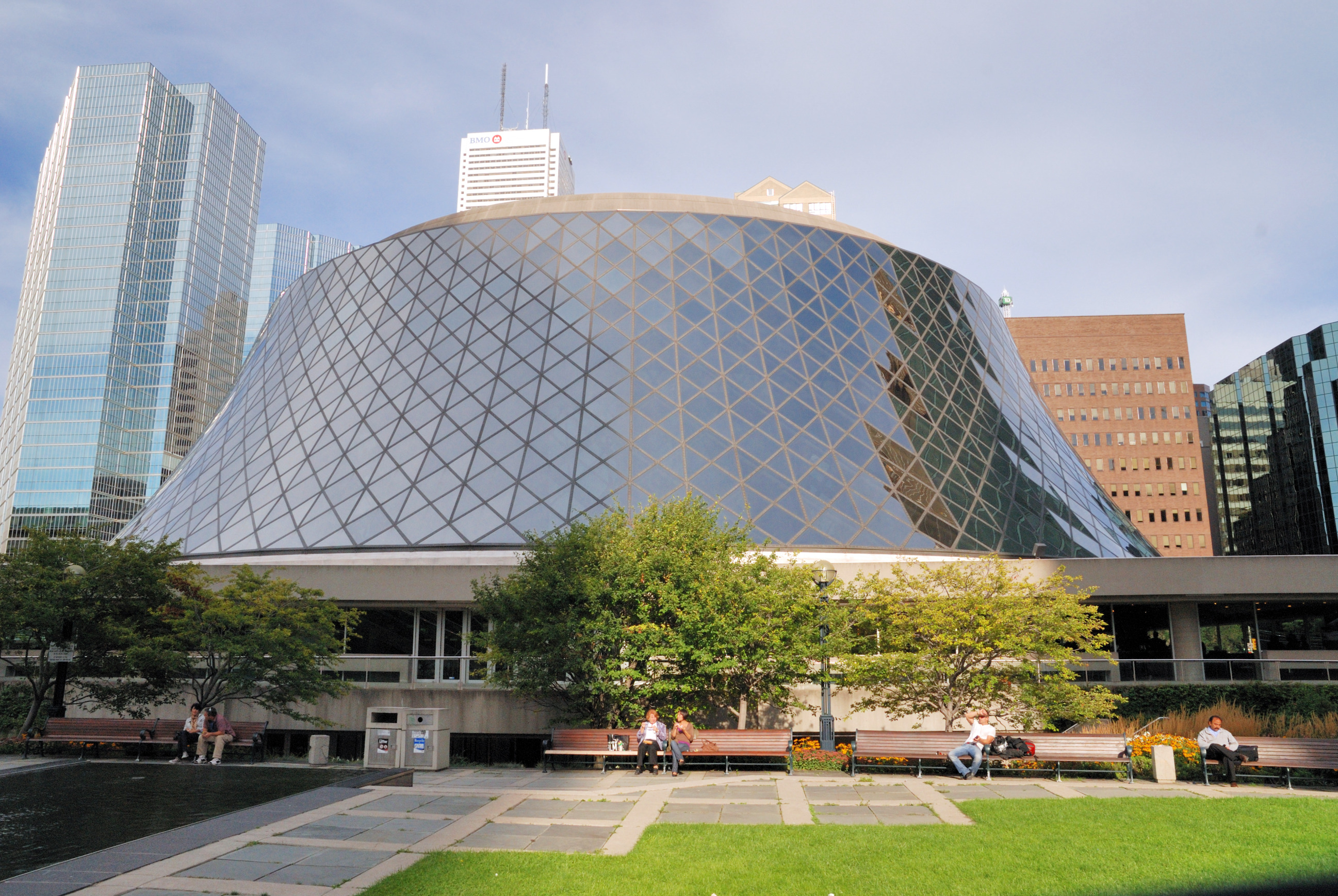
Roy Thomson Hall, Toronto, Canadá, 1982.
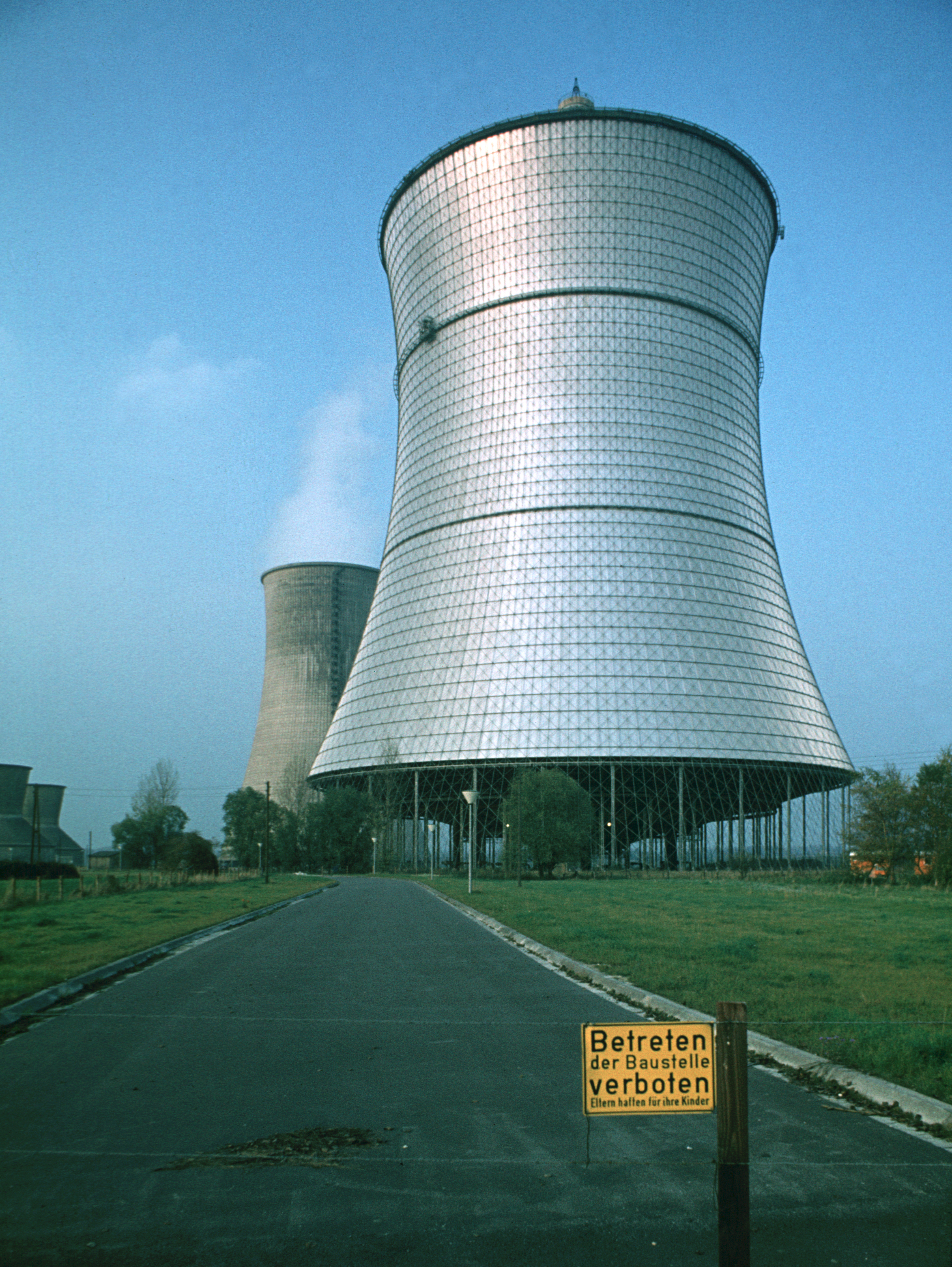
A torre de resfriamento THTR-300 para o reator nuclear de tório, agora desativado, Hamm-Uentrop, Alemanha, 1983.
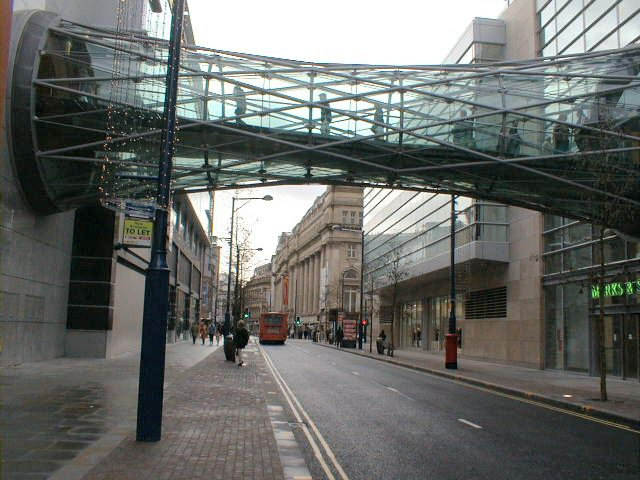
A Corporation Street Bridge, Manchester, Inglaterra, 1999.
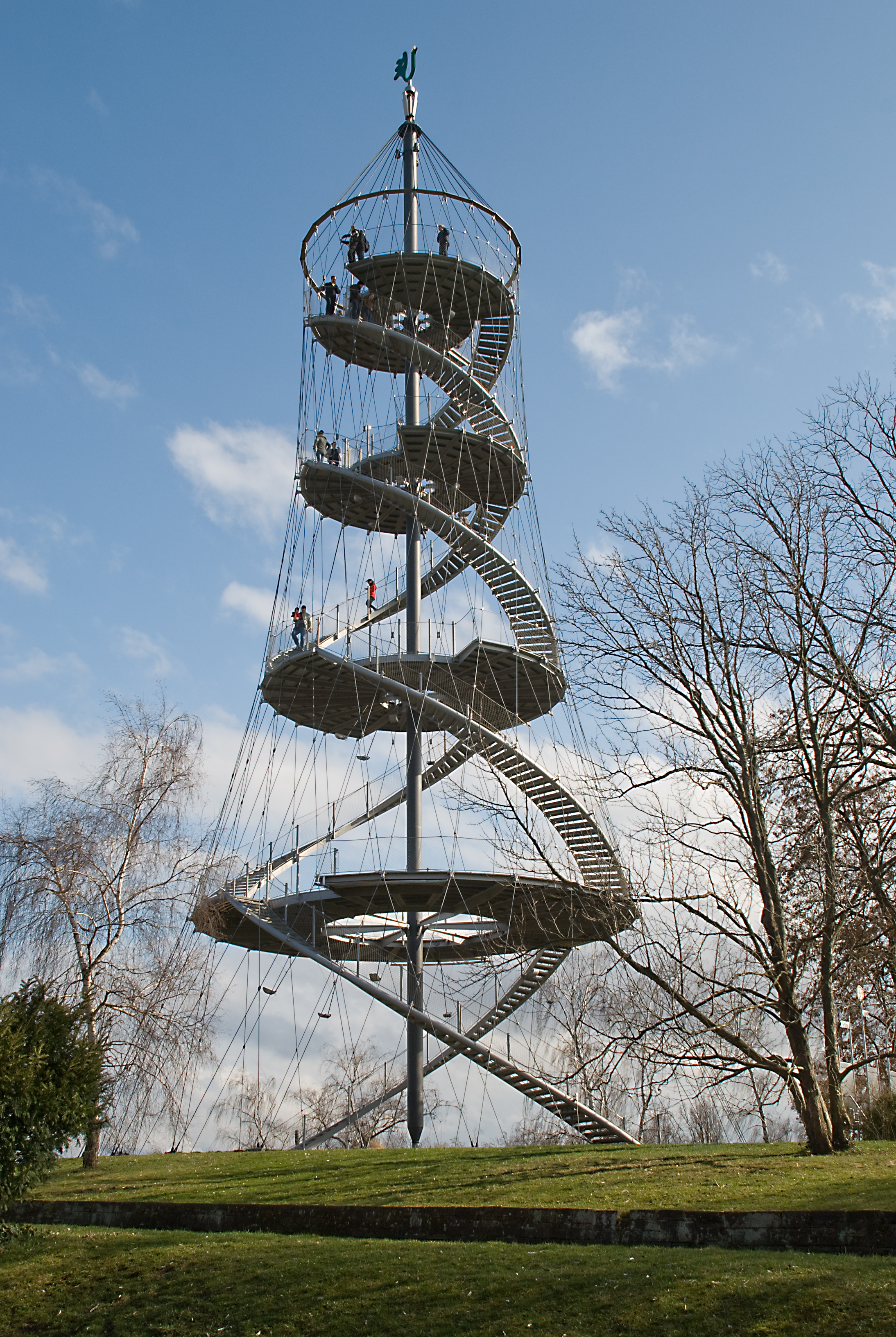
A torre de observação de Killesberg, Stuttgart, Alemanha, 2001.
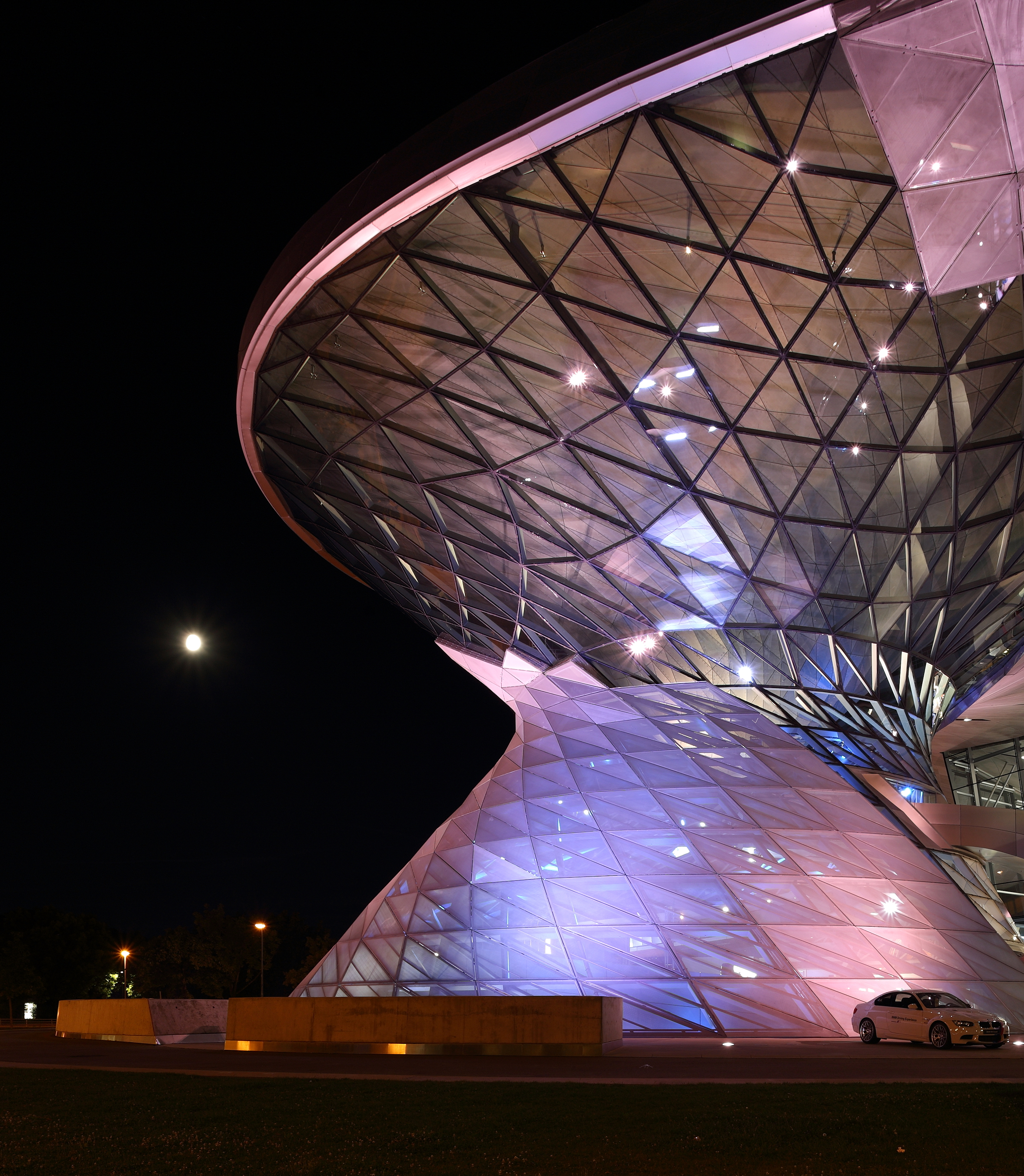
BMW Welt, (BMW World), museu e local de evento, Munique, Alemanha, 2007.
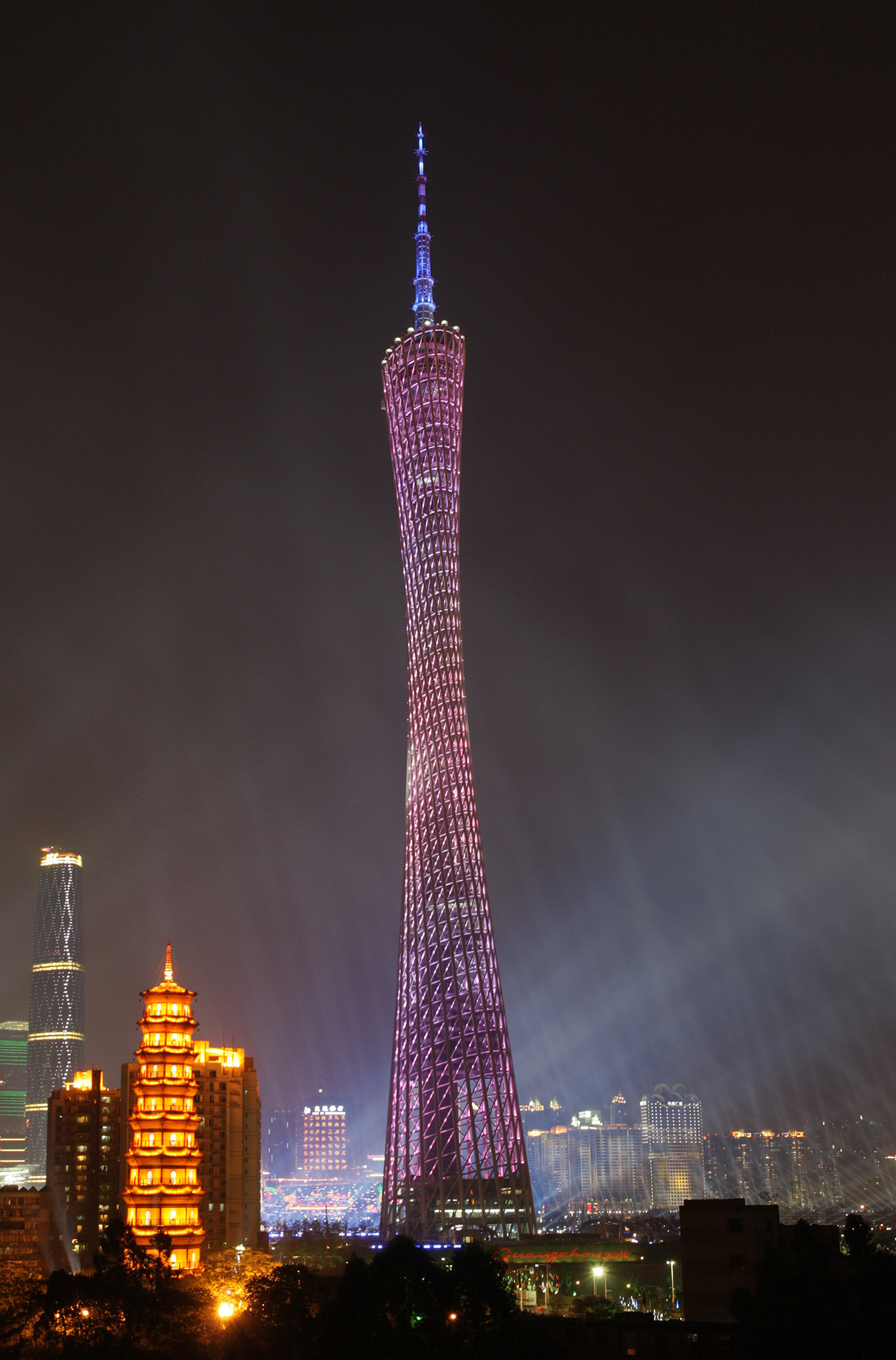
A Torre de Cantão, China, 2010.
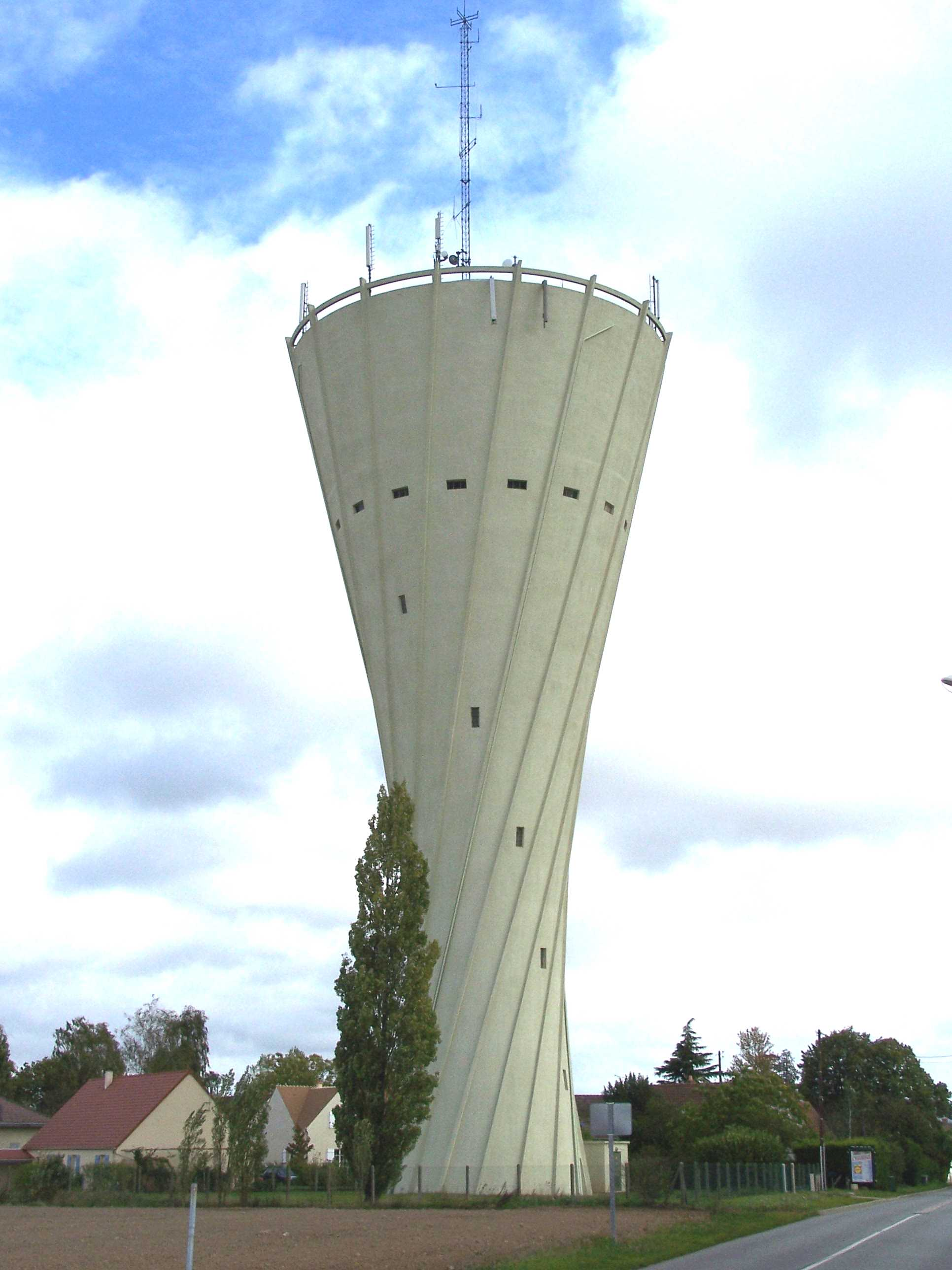
The Essarts-le-Roi water tower, France.

## Relação com a esfera
Em 1853, William Rowan Hamilton publicou suas Lectures on Quaternions, que incluíam a apresentação de biquaternions. A passagem a seguir da página 673 mostra como Hamilton usa álgebra de biquaternion e vetores de quaternions para produzir hiperboloides a partir da equação de uma esfera:
... a equação da esfera unitária ρ2 + 1 = 0, e mude o vetor ρ para uma forma de bivetor, como σ + τ √−1.  A equação da esfera então se divide no sistema das duas seguintes,
σ2 − τ2 + 1 = 0, S.στ = 0;
e sugere nossa consideração σ e τ como dois vetores reais e retangulares, de modo que
Tτ = (Tσ2 − 1 )1/2.
Por isso, é fácil inferir que, se assumirmos σ {\displaystyle \parallel } λ, onde λ é um vetor em uma determinada posição, o novo vetor real σ + τ terminará na superfície de um hiperboloide de duas folhas e equilátero; e que, se, por outro lado, assumirmos τ {\displaystyle \parallel } λ, então o locus da extremidade do vetor real σ + τ será um hiperboloide equilátero, mas de uma folha. O estudo desses dois hiperboloides é, portanto, assim conectado de maneira muito simples, através de biquaternions, com o estudo da esfera.; ...
Nesta passagem S é o operador que dá a parte escalar de um quaternion, e T é o "tensor", agora chamado de norma, de um quaternion.
Uma visão moderna da unificação da esfera e do hiperboloide usa a ideia de uma seção cônica como uma fatia de uma forma quadrática. Em vez de uma superfície cônica, uma exige hiper-superfícies cônicas no espaço de quatro dimensões com pontos p = (w, x, y, z) ∈ R4 determinado por formas quadráticas. Primeiro, considere a hiper-superfície cônica
{\displaystyle P=\lbrace p\ :\ w^{2}=x^{2}+y^{2}+z^{2}\rbrace } e
{\displaystyle H_{r}=\lbrace p\ :\ w=r\rbrace ,} que é um hiperplano.
Então {\displaystyle P\cap H_{r}} é a esfera com raio r. Por outro lado, a hiper-superfície cônica
{\displaystyle Q=\lbrace p\ :\ w^{2}+z^{2}=x^{2}+y^{2}\rbrace } prevê que {\displaystyle Q\cap H_{r}} é um hiperboloide.
Na teoria das formas quadráticas, uma unidade quasi-esfera é o subconjunto de um espaço quadrático X consistindo em x ∈ X tal que a norma quadrática de x é um.